# Beatriz Haddad Maia
Pour les articles homonymes, voir Haddad.
Beatriz Haddad Maia, née le 30 mai 1996 à São Paulo, est une joueuse de tennis brésilienne, professionnelle depuis 2013. En 2023, elle atteint les demi-finales de Roland-Garros en battant la numéro 7 mondiale Ons Jabeur et par là-même intègre le top 10 (10e) du classement  WTA, pour la première fois de sa carrière.

## Carrière professionnelle

### 2010-2014. Débuts professionnels et premiers succès ITF
Beatriz Ruddy Haddad Maia est classée 15e mondiale chez les juniors en 2012. Elle a été finaliste en double fille du tournoi de Roland-Garros en 2012 avec la Paraguayenne Montserrat González et en 2013 avec l'Équatorienne Doménica González.

### 2015-2016. Premiers tournois WTA disputés et progression
Haddad Maia a remporté deux fois le tournoi de Bogota en double sur le circuit WTA, en 2015 avec sa compatriote Paula Cristina Gonçalves puis en 2017 aux côtés de Nadia Podoroska.

### 2017. Entrée dans le Top 100 et première finale WTA

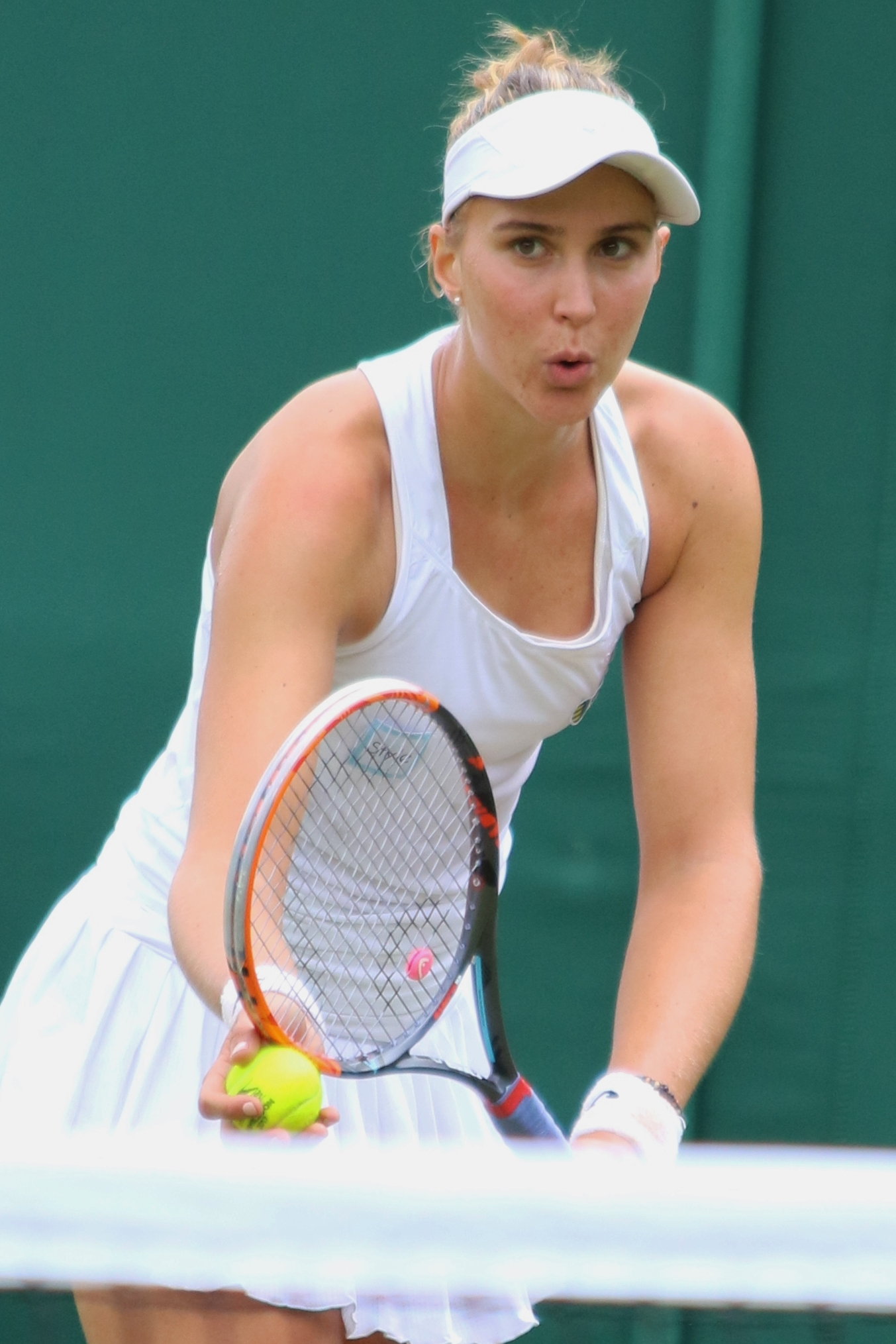
À Wimbledon en 2017

Sur le circuit ITF, elle possède dix-sept titres en simple et neuf en double. Elle passe un tour sur le WTA 1000 de Miami pour la première fois de sa carrière à Miami fin mars, en profitant de l'abandon de l'Ukrainienne Lesia Tsurenko. Elle s'incline au second tour contre la douzième mondiale, Venus Williams (4-6, 3-6). Elle ne parvient pas en avril à sortir des qualifications à Monterrey et Stuttgart et parvient au premier tour à Bogota. Début mai, elle sort des qualifications à Prague et élimine Christina McHale et l'ancienne numéro deux Samantha Stosur (6-3, 6-2). Elle s'incline contre la Tchèque Kristýna Plíšková (7-6, 4-6, 2-6). En 2017, elle s'adjuge son titre le plus prestigieux jusqu'alors à Cagnes-sur-Mer. Elle sort également des qualifications à Roland Garros et dispute un match dans le tableau final d'un Grand Chelem pour la première fois de sa carrière contre la Russe Elena Vesnina (2-6, 6-3, 4-6). Elle enchaîne avec une demi-finale à Bol en Croatie, qui lui permet de rentrer dans le Top 100. Un mois plus tard, elle gagne un match en Grand Chelem pour la première fois à Wimbledon contre la locale Laura Robson (6-4, 6-2), qui lui donne le droit d'affronter la numéro deux Simona Halep contre qui elle s'incline logiquement (5-7, 3-6).
Elle parvient au deuxième tour de Cincinnati mi-août où elle est battue par l'Espagnole Garbiñe Muguruza (2-6, 0-6). En fin de saison, elle parvient en finale sur le WTA de Séoul en éliminant l'invitée Katarina Zavatska (4-6, 6-3, 6-1), la Roumaine Irina-Camelia Begu (6-3, 4-6, 6-2), l'Espagnole Sara Sorribes Tormo (6-4, 6-4) et la Néerlandaise Richèl Hogenkamp (6-1, 7-6). Elle perd contre Jeļena Ostapenko, dixième au classement WTA (7-6, 1-6, 4-6).

### 2018-2019. Sortie du Top 100 et suspension pour dopage
En juillet 2019, elle fait l'objet d'une suspension provisoire à l'issue du tournoi de Wimbledon en raison d'un contrôle positif à un agent anabolisant lors de l'Open de Croatie. Elle est suspendue pendant 10 mois. Elle a été jugée non coupable car c’est une erreur de fabrication dans ses compléments alimentaires. 

### 2020-2021. Retour sur le circuit
Lors de son retour à la compétition, elle s'illustre sur le circuit portugais avec quatre titres remportés et une finale perdue. Ses statistiques sur cette saison sont de 27 victoires pour deux défaites. En 2021, elle se montre de nouveau à son avantage sur le circuit ITF en remportant cinq tournois dont deux consécutifs en Suisse à Collonge-Bellerive et Montreux. Elle ne parvient pas à sortir des qualifications à Wimbledon mais joue un match sur le circuit WTA pour la première fois depuis plus de trois ans à Charleston contre l'Américaine Emma Navarro (défaite 6-7, 0-6). La semaine suivante elle bat l'Australienne Lizette Cabrera (6-4, 3-6, 6-4) à Concord mais s'incline contre la Taïwanaise Hsieh Su-wei (3-6, 1-6). Elle parvient en quarts de finale à Columbus, puis sort des qualifications à Chicago. Début octobre, elle bat la no 3 mondiale Karolína Plíšková à Indian Wells (6-3, 7-5) et s'incline contre Anett Kontaveit (0-6, 2-6) après être sortie des qualifications. Après une demi-finale à l'ITF de Macon fin octobre, elle fait son retour dans le Top 100.
Elle s'incline début novembre à l'Argentina Open en quarts contre la Française Diane Parry (6-4, 4-6, 4-6).

### 2022. 3 titres,15eplacemondiale en simple et finale à l'Open d'Australie en double

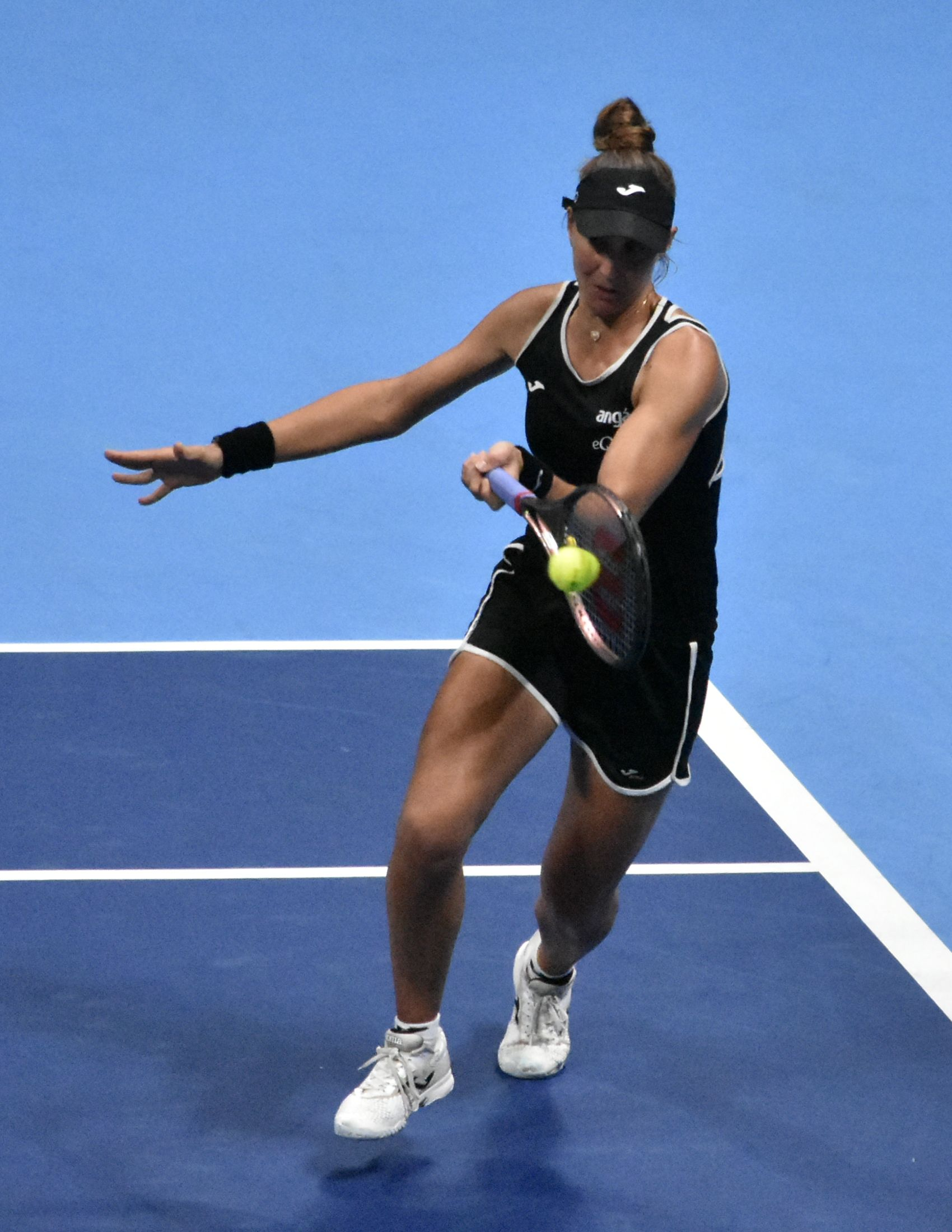
Haddad Maia, 2022

En 2022, elle se révèle en double aux côtés d'Anna Danilina en s'imposant à Sydney puis en disputant la finale de l'Open d'Australie contre Barbora Krejčíková et Kateřina Siniaková.
Elle commence par une défaite au premier tour de Melbourne contre Sara Sorribes Tormo, et une sortie des qualifications à Sydney et Doha (défaites au premier tour contre Belinda Bencic et Amanda Anisimova). Elle participe à un Grand Chelem pour la première fois depuis trois ans et s'incline au deuxième tour à l'Open d'Australie contre l'ancienne numéro une mondiale Simona Halep sèchement (2-6, 0-6).
Fin mars, elle accède aux demi-finale de Monterrey grâce à des victoires sur Panna Udvardy, Wang Xinyu et Marie Bouzková. Elle concède la défaite à ce stade contre la Canadienne Leylah Fernandez, tête de série numéro deux.
Les mois suivants sont mitigés, avec des défaites au troisième tour à Miami (éliminant néanmoins la numéro trois mondiale María Sákkari (4-6, 6-1, 6-2)), au deuxième tour à Indian Wells et Bogota et une défaite au premier tour après être sorti des qualifications à Madrid (contre Tamara Zidanšek).
Début mai, elle s'impose au tournoi de Saint-Malo contre l'Australienne Maddison Inglis (6-2, 6-0), puis sa compatriote Laura Pigossi (6-4, 7-6) et l'Américaine Claire Liu (7-5, 3-6, 6-2) pour atteindre pour la deuxième fois de l'année les demi-finale d'un tournoi WTA. Elle profite de l'abandon de la Belge Maryna Zanevska (5-0 ab.) pour disputer sa première finale depuis cinq ans à Séoul. Elle remporte le premier titre de sa carrière en catégorie WTA 125 à Saint-Malo contre Anna Blinkova (7-6, 6-3).
Une semaine plus tard, elle confirme sa bonne forme en atteignant une nouvelle finale, celle du trophée Lagardère en éliminant Daria Saville au terme d'un match extrêmement serré (7-5, 6-7, 7-6), puis Hailey Baptiste (3-6, 6-3, 6-2), la surprise Elsa Jacquemot (4-6, 6-1, 6-4) et la Roumaine Ana Bogdan (5-7, 6-3, 6-1). Pour sa première finale sur terre, elle affronte Claire Liu qui prend sa revanche (3-6, 4-6). Elle franchit pour la première fois de sa carrière un tour à Roland Garros fin mai, et est éliminée au deuxième tour par l'Estonienne Kaia Kanepi (4-6, 4-6).
Elle s'impose également au tournoi de Nottingham sur gazon en disposant de Wang Qiang (5-7, 6-4, 6-3), Yuriko Miyazaki (6-2, 7-6) la numéro cinq mondiale María Sákkari (6-4, 4-6, 6-3), sa première victoire sur une Top 10 sur gazon, Tereza Martincová sur abandon (6-3, 4-1) puis l'Américaine Alison Riske en finale (6-4, 1-6, 6-3), remportant son premier tournoi sur gazon et son premier titre sur le circuit principal. La semaine suivante, elle élimine durant le tournoi de Birmingham Petra Kvitová, ancienne vainqueur de Wimbledon (7-6, 6-2), la Polonaise Magdalena Fręch (6-1, 5-7, 7-6), Camila Giorgi (6-3, 6-2) et l'ancienne numéro une mondiale Simona Halep en demi-finale (6-3, 2-6, 6-4). Elle s'impose en finale face à Zhang Shuai, par l'abandon (5-4 ab.) de son adversaire. Elle remporte ainsi son troisième tournoi en deux mois, son deuxième sur le circuit principal, confirmant sa grande forme. Ce tournoi permet à Haddad Maia rentrer dans le top 30 mondial.
Elle continue son bon mois de juin en ralliant les demi-finale du tournoi WTA 500 d'Eastbourne, en battant Kaia Kanepi, Jodie Burrage, wild-card Britannique et Lesia Tsurenko, qualifiée par forfait. Elle s'incline contre Petra Kvitová, qui prend sa revanche de Birmingham (6-7, 4-6). Alors outsider à Wimbledon, elle perd au premier tour du Grand Chelem londonien contre la Slovène Kaja Juvan, puis d'entrée à San Jose contre Claire Liu, qu'elle affronte pour la troisième fois de l'année.
Classée no 24 en simple au début de l'WTA 1000 du Canada, elle a battu Martina Trevisan, la 13e tête de série Leylah Fernandez et la no 1 mondiale, Iga Świątek, sa cinquième victoire sur le top 5 pour se qualifier pour les quarts de finale pour la première fois en elle carrière au niveau WTA 1000. Elle atteint les demi-finales en battant la championne olympique Belinda Bencic. Elle élimine l'ancienne numéro une mondiale, Karolína Plíšková, pour devenir la première femme brésilienne à atteindre une finale WTA 1000. Elle perd néanmoins la finale contre Simona Halep, en trois sets. Cette défaite lui permet cependant d'accéder au top 15 du classement le 22 août 2022,,,.
Les mois suivants sont plus compliqués en simple, avec des éliminations au premier tour à Cincinnati (contre Jeļena Ostapenko), Ostrava et Guadalajara (contre les Tchèques Karolína Muchová et Kateřina Siniaková), au deuxième tour à l'US Open (contre l'ancienne vainqueur Bianca Andreescu) et des quarts de finale à Portoroz, Tokyo et Tallinn.
Au WTA 1000 de Guadajalara, Haddad Maia et Danilina ont atteint la finale en battant le duo no 1 mondial, Krejčíková / Siniaková. Avec cela, elle est devenue la première femme brésilienne de l'histoire à se qualifier pour la Masters de tennis féminin. Grâce à ce résultat, elle entre également pour la première fois dans le top 15 mondial en double. Dans une finale brésilienne inédite en WTAs 1000 face à Luisa Stefani, ancienne top 10 mondiale, elle s'est classée deuxième dans un résultat serré, avec le score de 7/6 (7-4), 6/7 (2-7) et 10 -8 en faveur de Stefani/Sanders.

### 2023. Titre au Mastersbisde Zhuhai en simple et en double, titre au WTA 1000 de Madrid en double, demi-finale à Roland-Garros et top 10 au classement WTA

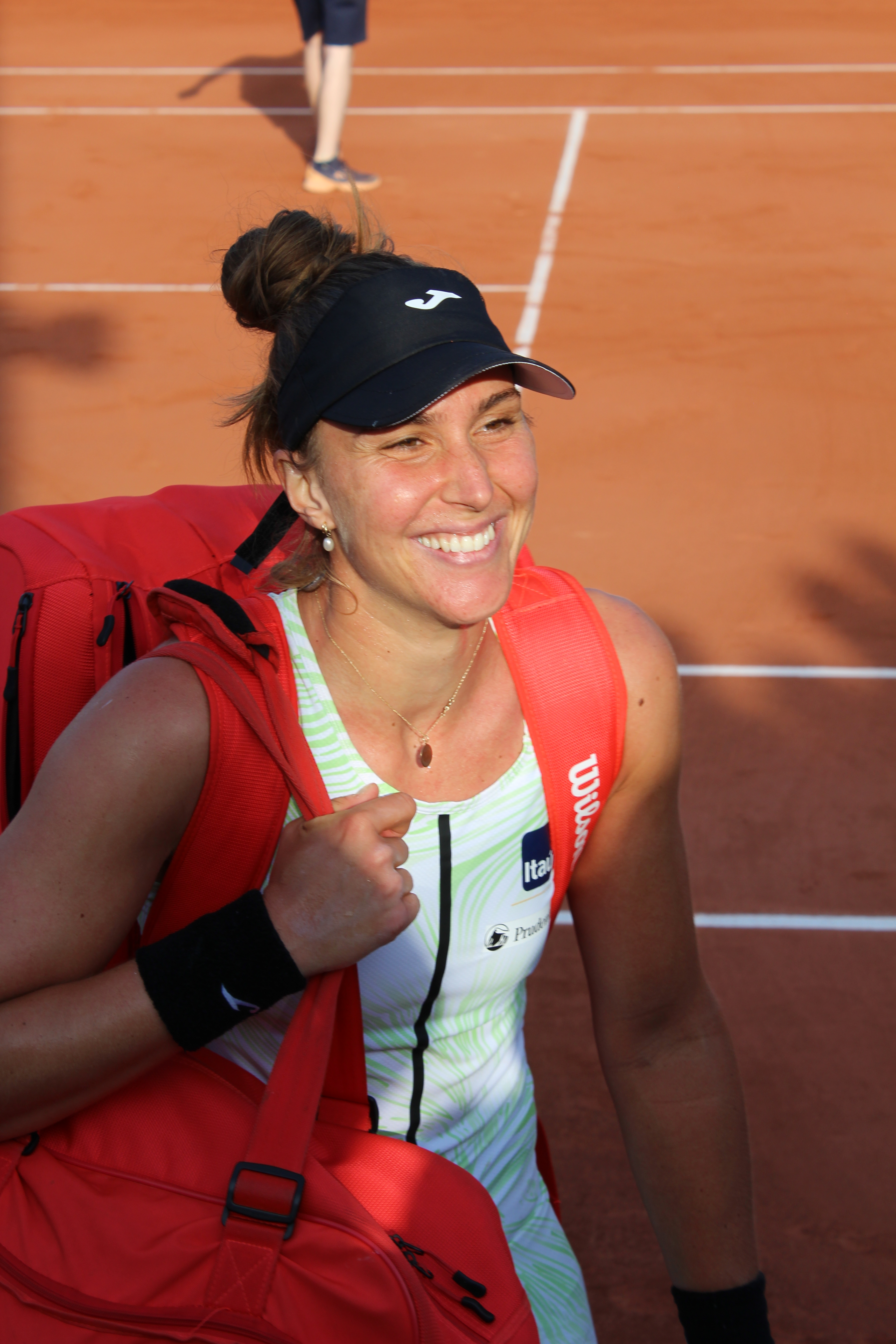
Haddad Maia à Roland-Garros 2023.

Elle élimine la qualifiée Roumaine Sorana Cîrstea et la repêchée Amanda Anisimova puis est éliminée en quarts de finale d'Adelaïde 2 par l'Espagnole Paula Badosa. Elle s'incline la semaine suivante d'entrée à l'Open d'Australie, éliminée par l'Espagnole Nuria Párrizas Díaz en deux sets (6-7, 2-6). Mi-février, elle aligne plusieurs victoires à Abou Dhabi contre Marie Bouzková (4-6, 6-3, 6-0), les Kazakh Yulia Putintseva (6-4, 6-7, 7-6) et Elena Rybakina (3-6, 6-3, 6-2), récente finaliste de l'Open d'Australie pour parvenir en demi-finale pour la première fois de l'année. Elle chute contre la Suissesse Belinda Bencic (2-6, 3-6). Une semaine plus tard, elle emporte deux nouvelles victoires à Doha contre l'Espagnole Paula Badosa (7-6, 6-3) et la Russe Daria Kasatkina (7-6, 6-2) mais s'incline contre l'Américaine Jessica Pegula qu'elle affronte pour la première fois (3-6, 2-6) en quarts de finale.
Fin février elle perd dès le premier tour à Dubaï dans un duel serré avec la Roumaine Sorana Cîrstea (6-4, 6-7, 5-7) et au troisième tour à Indian Wells, sortie par la Britannique Emma Raducanu (1-6, 6-2, 4-6) et Miami, battue par la Lettone Jeļena Ostapenko (2-6, 6-4, 3-6). Associée à Laura Siegemund, Haddad atteint sa deuxième finale de double WTA 1000 à Indian Wells, la paire s'incline face aux têtes de série Krejčíková et Siniaková.
Elle attaque sa préparation pour Roland-Garros avec le tournoi de Stuttgart sur terre battue. Elle profite de deux abandons, celui de l'ancienne demi-finaliste du Grand Chelem parisien Martina Trevisan (7-5, 1-1 ab.) et de la Kazakhe Elena Rybakina, septième joueuse mondiale (6-1, 6-1 ab.) pour atteindre les quarts. Elle ne remporte alors que trois petits jeux contre la Tunisienne Ons Jabeur, 4e au classement WTA (3-6, 0-6).
La semaine suivante, elle est défaite dès son premier match à Madrid, battue par la très jeune (16 ans) Mirra Andreeva, invité par les organisateurs et 312e mondiale (6-7, 3-6). Elle remporte néanmoins le tournoi en double accompagnée de Victoria Azarenka (6-1, 6-4) en disposant de la paire américaine Pegula-Gauff. Elle intègre alors le Top 10 du classement en double pour la première fois.
Mi-mai, pour sa première participation à Rome, elle s'impose contre la Roumaine qualifiée Elena-Gabriela Ruse (6-2, 6-3) et la Polonaise Magda Linette (7-5, 6-4), demi-finaliste de l'Open d'Australie en début d'année. Elle élimine une autre qualifiée, Camila Osorio (6-3, 6-3) pour atteindre les quarts de finale d'un WTA 1000 sur terre battue pour la première fois de sa carrière. Haddad Maia était proche de se qualifier pour les demi-finales, mais dans un match extrêmement long de près de 4 heures, le plus long de la saison, elle se fait éliminer par Anhelina Kalinina (7-6, 6-7, 3-6). Lors du premier set, une blessure à la jambe gauche l'a handicapée dans ses déplacements dans les moments décisifs de la partie[réf. nécessaire].
À Roland-Garros, elle élimine l'Allemande Tatjana Maria en ne concédant qu'un jeu (6-0, 6-1) et se défait ensuite des Russes Diana Shnaider (6-2, 5-7, 6-4) et Ekaterina Alexandrova (5-7, 6-4, 7-5). C'est la première fois de sa carrière qu'elle dépasse le deuxième tour d'un tournoi du Grand Chelem. Elle sort en huitième de finale une autre novice à ce stade en Grand Chelem, l'Espagnole Sara Sorribes Tormo (6-7, 6-3, 7-5) après un match de 3h51, le troisième plus long chez les femmes. Après avoir battu la Tunisienne Ons Jabeur en quart de finale en trois sets (3-6, 7-6, 6-1), elle s'incline en demi-finale contre la no 1 mondiale et tenante du titre, la Polonaise Iga Świątek (2-6, 6-7). Elle devient la première Brésilienne à atteindre le dernier carré d'un Grand Chelem depuis le début de l'ère Open, et rentre dans le top 10 (10e) du classement WTA.
Haddad Maia a joué sur la pelouse du WTA 250 à Nottingham, juste après Roland Garros. Cependant, lors du match du premier tour, elle a glissé et a ressenti une forte douleur à l'arrière du genou qui a limité ses mouvements, la laissant avec un œdème dans la région. Elle a perdu le match et a dû se retirer du tournoi de la semaine suivante à Birmingham. Au cours de la troisième semaine de la saison sur gazon, au WTA 500 à Eastbourne, elle a remporté le premier match mais a été contrainte d'abandonner son match du deuxième tour contre la Croate Petra Martic, toujours en raison de sa blessure au genou avec le score à 4-6, 2-3. Cela signifiait que Haddad Maia n'était pas en mesure de défendre ses deux titres WTA 250 (Nottingham et Birmingham) et perdait les points gagnés lors de la précédente année. Elle a compensé ces pertes en réalisant la meilleure campagne de sa carrière aux Wimbledon. Elle a remporté les trois premiers matchs en remontant un set contre Yulia Putintseva (3-6, 6-0, 6-4) et la Roumaine Jaqueline Cristian (4-6, 6-2, 6-4) et en disposant d'une deuxième Roumaine en la personne de Sorana Cîrstea (6-2, 6-2)  et atteint le quatrième tour pour la première fois de sa carrière à Wimbledon. Affrontant la tenante du titre Elena Rybakina, elle doit abandonner prématurément (1-4 ab.) à cause d'une blessure au dos.
Elle s'envole mi-août pour remettre en jeu les points de sa finale de l'année passée à l'Open du Canada. Après avoir sortie Magdalena Fręch (6-4, 6-2), elle est sortie par la jeune Leylah Fernandez, invitée par les organisateurs et soutenus par le public en trois sets (5-7, 7-5, 3-6), puis une semaine plus tard au premier tour de Cincinnati contre Karolína Muchová (7-6, 1-6, 4-6), finaliste à Roland Garros cette année.

### 2024. 4etitre à Séoul, quarts de finale à l'US Open, Madrid et finale à Cleveland
La Brésilienne commence l'année, en United Cup par une victoire puis une défaite, avant de perdre son 1er match en tournoi à Adélaïde contre la Russe Anastasia Pavlyuchenkova, sortie des qualifications (3-6, 4-6). Elle passe pour la première fois de sa carrière deux tours à l'Open d'Australie en effaçant deux jeunes joueuses, Linda Fruhvirtová (6-2, 3-6, 6-3) et la qualifiée Russe Alina Korneeva (6-1, 6-2) qui joue un Grand Chelem pour la première fois de sa carrière en professionnelle. Elle déçoit néanmoins contre une autre jeune qualifiée de la même nationalité, Maria Timofeeva (6-7, 3-6) qui joue le premier Open d'Australie de sa vie et qui parvient par la même occasion pour la première fois de sa jeune carrière en huitièmes de finale d'un tournoi du Grand Chelem.
Elle joue mieux début février à Abou Dhabi où elle sort l'invitée Chinoise Wang Xiyu (6-2, 7-6), la Polonaise Magda Linette (7-6, 6-7, 6-1) et la numéro six mondiale, en panne de confiance, Ons Jabeur (6-3, 6-4) en quarts de finale. Au terme d'un gros match de trois heures, elle est éliminée par une troisième Russe, Daria Kasatkina (3-6, 6-4, 6-7). Pour sa troisième participation au premier WTA 1000 de la saison à Doha cette année, elle ne parvient toujours pas à remporter un match, ne gagnant que quatre jeux contre la Chinoise Wang Xinyu (1-6, 3-6), et est également éliminée d'entrée alors qu'elle menait une manche à zéro à Dubaï contre l'Italienne Jasmine Paolini (6-4, 4-6, 0-6), future vainqueur et finaliste cette année là à Roland Garros et Wimbledon, ainsi qu'à San Diego par la Britannique Katie Boulter (6-3, 3-6, 4-6), future lauréate.
Elle n'arrive pas à se sortir de sa forme morose à Indian Wells où elle gagne contre la qualifiée Slovaque Rebecca Šramková (7-5, 6-2) mais chute de nouveau contre Anastasia Pavlyuchenkova (6-2, 4-6, 3-6). Pour la quatrième fois en quatre participations au tournoi de Miami, elle s'incline au troisième tour, ayant réussi à renverser la jeune Française Diane Parry (3-6, 6-1, 6-4) mais rebattue par Katie Boulter (2-6, 3-6). Elle passe également un tour à Charleston, sortant la locale Caroline Dolehide (6-2, 7-5) mais butant sur la Russe Veronika Kudermetova (5-7, 1-6), ancienne Top 10.
Elle gagne fin avril son premier match à Madrid contre la vétéran ancienne finaliste de Roland Garros Sara Errani (6-3, 6-2) puis enchaîne deux belles victoires contre l'Américaine Emma Navarro, qui terminera l'année dans le Top 10 et la Grecque María Sákkari, demi-finaliste l'année passée ici-même sur le même score (6-4, 6-4). Elle rencontre la championne numéro une mondiale Iga Świątek, vainqueur de trois des quatre derniers Roland Garros en quarts de finale. Après avoir remporté la première manche, elle s'effondre et est éliminée (6-4, 0-6, 2-6) contre la future vainqueur. Elle renverse et prend sa revanche contre Wang Xinyu (4-6, 6-3, 6-4) à Rome mais s'incline au troisième tour contre l'Américaine Madison Keys, demi-finaliste récente à Madrid (4-6, 6-4, 3-6), puis gagne de nouveau contre Emma Navarro (6-4, 7-5) à Strasbourg mais s'incline en quarts de finale du tournoi face à Liudmila Samsonova (3-6, 0-6). Demi-finaliste à Roland Garros l'année précédente, elle se casse les dents devant l'Italienne Elisabetta Cocciaretto dès le premier tour (6-3, 4-6, 1-6) ce qui la fait chuter au classement WTA. Elle voit une spécialiste de gazon, Ekaterina Alexandrova l'arrêter à Berlin (4-6, 4-6) ainsi qu'une autre Russe, Anna Blinkova à Bad Homburg (3-6, 5-7), après avoir sorti la repêchée locale Tamara Korpatsch (6-1, 7-6).
Elle abord Wimbledon en tant que vingtième joueuse mondiale mais ne fait pas d'étincelles, écartant Magdalena Fręch (7-5, 6-3) et profitant de l'abandon de la Colombienne Camila Osorio (6-0 ab.) avant de succomber aux coups de Danielle Collins, vainqueur du tournoi de Miami plus tôt et onzième mondiale (4-6, 4-6) au troisième tour. Pour ses premiers Jeux Olympiques, à Paris, elle finit en trombe contre la Française Varvara Gracheva (6-4, 4-6, 6-0) mais est stoppée par Anna Karolína Schmiedlová, la Slovaque (4-6, 4-6). Comme l'année passée, elle échoue aussi à briller sur les deux derniers WTA 1000 américains, à Toronto où elle sort difficilement Marie Bouzková (5-7, 6-2, 7-6) mais lâche pour la troisième fois de la saison contre Katie Boulter (1-1 ab.) et à Cincinnati où elle retrouve une de ses bourreaux de l'année, Anastasia Pavlyuchenkova (6-4, 6-7, 3-6) dès le premier tour. Elle parvient néanmoins à disputer sa première finale de l'année à Cleveland, en tant que tête de série numéro une, facile contre Viktorija Golubic (6-3, 7-5), Cristina Bucșa (6-2, 6-1) et Clara Burel (6-2, 6-2) avant de lâcher une manche face à la spécialiste de double Kateřina Siniaková (6-3, 2-6, 6-2). Alors qu'elle mène en finale contre la surprise du tournoi, McCartney Kessler, 98e mondiale et invitée, elle se fait rattraper alors qu'elle sert pour le match et ne saisit pas l'occasion de remporter un quatrième trophée en carrière (6-1, 1-6, 5-7), laissant le soin à son adversaire d'ouvrir son compteur.
Fin août, elle accède au troisième tour de l'US Open pour la première fois de sa carrière après une victoire renversante sur Elina Avanesyan (4-6, 6-0, 6-2) et une autre plus facile contre Sara Sorribes Tormo (6-2, 6-1). Elle remporte un point litigieux lui donnant le break dans la première manche face à la Russe Anna Kalinskaya qui s'effondre ensuite (6-3, 6-1) et sort également l'ancienne double finaliste et numéro une Caroline Wozniacki (6-2, 3-6, 6-3) pour jouer un deuxième quart de finale en carrière en Majeur. Affrontant la Tchèque Karolína Muchová, revenue de blessure et demi-finaliste l'année passée, elle échoue pour la quatrième fois en autant de duels contre son adversaire (1-6, 4-6). Elle s'envole pour la capitale sud-coréenne  en septembre et réussit son tournoi en sortant l'Australienne Ajla Tomljanović (6-3, 6-4) puis trois joueuses Russes, la repêchée Polina Kudermetova (6-2, 6-1), sa sœur Veronika Kudermetova (6-4, 6-4), et Daria Kasatkina en finale, contre qui elle perd son seul set du tournoi (1-6, 6-4, 6-1) pour remporter son premier titre de la saison, le quatrième en carrière, sept ans après avoir disputé sa première finale sur le circuit WTA en capitale sud-coréenne, et devenant la première joueuse Sud-Américaine à remporter le tournoi.
Elle gagne le premier match de sa vie à Pékin contre l'invitée locale Wei Sijia (7-5, 6-4) avant de sortir du tournoi, battue par Madison Keys pour la seconde fois de la saison (3-6, 3-6). Elle prend sa revanche sur l'Américaine une semaine plus tard (7-6, 6-2) à Wuhan et enchaîne avec un nouveau succès sur Veronika Kudermetova (6-1, 6-4) mais s'incline contre Magdalena Fręch (3-6, 2-6) qui n'avait jamais accédé à un quart de finale en WTA 1000. Elle continue sa tournée asiatique en dominant en deux sets serrés Katie Boulter (7-6, 7-5) pour la première fois sur ses quatre dernières confrontations avant de voir l'ancienne numéro deux Paula Badosa, en forme ces derniers mois l'éliminer facilement (3-6, 2-6). Abandonnant après seulement trois jeux à Tokyo contre Bianca Andreescu (0-3 ab.), elle sort du Top 10 à l'issue du tournoi.

### 2025.
Elle commence la saison par une défaite sèche à Adélaïde, ne marquant que trois jeux contre l'Américaine expérimentée Madison Keys (2-6, 1-6). A l'Open d'Australie, elle remporte difficilement sa première victoire de la saison sur la qualifiée Sud-Américaine Julia Riera (4-6, 7-5, 6-2) avant de s'imposer plus aisément contre la Russe Erika Andreeva (6-2, 6-3), ses deux adversaires disputant pour la première fois le tournoi. Comme l'année passée, elle s'incline contre une autre Russe, l'ancienne Top 10 Veronika Kudermetova (4-6, 2-6) au troisième tour. Pour la quatrième saison consécutive, elle s'incline d'entrée à Doha contre la Polonaise Magdalena Fręch (4-6, 6-3, 2-6), et enchaîne une troisième défaite de suite à Dubaï la semaine suivante contre la Russe Anastasia Potapova en ne marquant que trois petits jeux (3-6, 0-6).
Elle performe juste avant Roland Garros, lors du tournoi de Strasbourg. Triomphant difficilement de son premier tour contre Clara Tauson, finaliste à Dubaï (3-6, 6-4, 7-5), elle vainc la jeune Ashlyn Krueger (7-6, 6-3) ainsi qu'Emma Navarro (3-6, 7-6, 6-2), sa première victoire sur une Top 10 cette saison. En demi-finale, confrontée à l'ancienne numéro trois Elena Rybakina, elle cède à son tour (6-7, 6-1, 2-6) dans un match décousu.

## Palmarès

### Titres en simple dames
| No | Date       | Nom et lieu du tournoi      | Catégorie    | Dotation    | Surface      | Finaliste       | Score         |          |
| -- | ---------- | --------------------------- | ------------ | ----------- | ------------ | --------------- | ------------- | -------- |
| 1  | 06-06-2022 | Rothesay Open, Nottingham   | WTA 250      | 239 477 $   | Gazon (ext.) | Alison Riske    | 6-4, 1-6, 6-3 | Parcours |
| 2  | 13-06-2022 | Viking Classic, Birmingham  | WTA 250      | 251 750 $   | Gazon (ext.) | Zhang Shuai     | 5-4 ab.       | Parcours |
| 3  | 23-10-2023 | WTA Elite Trophy, Zhuhai    | Elite Trophy | 2 419 844 $ | Dur (int.)   | Zheng Qinwen    | 7-611, 7-64   | Parcours |
| 4  | 16-09-2024 | Hana Bank Korea Open, Séoul | WTA 500      | 922 573 $   | Dur (ext.)   | Daria Kasatkina | 1-6, 6-4, 6-1 | Parcours |

### Finales en simple dames
| No | Date       | Nom et lieu du tournoi                                   | Catégorie | Dotation    | Surface    | Vainqueure        | Score          |          |
| -- | ---------- | -------------------------------------------------------- | --------- | ----------- | ---------- | ----------------- | -------------- | -------- |
| 1  | 24-09-2017 | Korea Open, Séoul                                        | Intern'l  | 250 000 $   | Dur (ext.) | Jeļena Ostapenko  | 6-75, 6-1, 6-4 | Parcours |
| 2  | 08-08-2022 | National Bank Open presented by Rogers, Toronto          | WTA 1000  | 2 697 250 $ | Dur (ext.) | Simona Halep      | 6-3, 2-6, 6-3  | Parcours |
| 3  | 18-08-2024 | Tennis in the Land powered by Rocket Mortgage, Cleveland | WTA 250   | 267 082 $   | Dur (ext.) | McCartney Kessler | 1-6, 6-1, 7-5  | Parcours |

### Titres en double dames
| No | Date       | Nom et lieu du tournoi           | Catégorie    | Dotation    | Surface      | Partenaire           | Finalistes                          | Score            |          |
| -- | ---------- | -------------------------------- | ------------ | ----------- | ------------ | -------------------- | ----------------------------------- | ---------------- | -------- |
| 1  | 18-04-2015 | Claro Open Colsanitas Bogota     | Intern'l     | 250 000 $   | Terre (ext.) | Paula C. Gonçalves   | Irina Falconi Shelby Rogers         | 6-3, 3-6, [10-6] | Parcours |
| 2  | 15-04-2017 | Claro Open Colsanitas Bogota     | Intern'l     | 250 000 $   | Terre (ext.) | Nadia Podoroska      | Verónica Cepede Royg Magda Linette  | 6-3, 7-64        | Parcours |
| 3  | 10-01-2022 | Sydney Tennis Classic Sydney     | WTA 500      | 703 580 $   | Dur (ext.)   | Anna Danilina        | Vivian Heisen Panna Udvardy         | 4-6, 7-5, [10-8] | Parcours |
| 4  | 06-06-2022 | Rothesay Open Nottingham         | WTA 250      | 239 477 $   | Gazon (ext.) | Zhang Shuai          | Caroline Dolehide Monica Niculescu  | 7-62, 6-3        | Parcours |
| 5  | 25-04-2023 | Mutua Madrid Open Madrid         | WTA 1000     | 7 652 174 $ | Terre (ext.) | Victoria Azarenka    | Coco Gauff Jessica Pegula           | 6-1, 6-4         | Parcours |
| 6  | 23-10-2023 | WTA Elite Trophy Zhuhai          | Elite Trophy | 2 419 844 $ | Dur (int.)   | Veronika Kudermetova | Miyu Kato Aldila Sutjiadi           | 6-3, 6-3         | Parcours |
| 7  | 08-01-2024 | Adélaïde International Adélaïde  | WTA 500      | 922 573 $   | Dur (ext.)   | Taylor Townsend      | Caroline Garcia Kristina Mladenovic | 7-5, 6-3         | Parcours |
| 8  | 16-06-2025 | Lexus Nottingham Open Nottingham | WTA 250      | 275 094 $   | Gazon (ext.) | Laura Siegemund      | Anna Danilina Ena Shibahara         | 6-3, 6-2         | Parcours |

### Finales en double dames
| No | Date       | Nom et lieu du tournoi             | Catégorie | Dotation      | Surface    | Vainqueures                           | Partenaire      | Score              |          |
| -- | ---------- | ---------------------------------- | --------- | ------------- | ---------- | ------------------------------------- | --------------- | ------------------ | -------- |
| 1  | 30-01-2022 | Australian Open Melbourne          | G. Chelem | 33 784 200 A$ | Dur (ext.) | Barbora Krejčíková Kateřina Siniaková | Anna Danilina   | 6-73, 6-4, 6-4     | Parcours |
| 2  | 17-10-2022 | Guadalajara Open Akron Guadalajara | WTA 1000  | 2 527 250 $   | Dur (ext.) | Storm Sanders Luisa Stefani           | Anna Danilina   | 7-64, 62-7, [10-8] | Parcours |
| 3  | 08-03-2023 | BNP Paribas Open Indian Wells      | WTA 1000  | 8 800 000 $   | Dur (ext.) | Barbora Krejčíková Kateřina Siniaková | Laura Siegemund | 6-1, 63-7, [10-7]  | Parcours |
| 4  | 06-01-2025 | Adélaïde International Adélaïde    | WTA 500   | 1 064 510 $   | Dur (ext.) | Guo Hanyu Alexandra Panova            | Laura Siegemund | 7-5, 6-4           | Parcours |

### Titre en simple en WTA 125
| No | Date       | Nom et lieu du tournoi            | Catégorie | Dotation  | Surface      | Finaliste     | Score     |          |
| -- | ---------- | --------------------------------- | --------- | --------- | ------------ | ------------- | --------- | -------- |
| 1  | 02-05-2022 | Open 35 de Saint-Malo, Saint-Malo | WTA 125   | 115 000 $ | Terre (ext.) | Anna Blinkova | 7-63, 6-3 | Parcours |

### Finale en simple en WTA 125
| No | Date       | Nom et lieu du tournoi   | Catégorie | Dotation | Surface      | Vainqueure | Score    |          |
| -- | ---------- | ------------------------ | --------- | -------- | ------------ | ---------- | -------- | -------- |
| 1  | 09-05-2022 | Trophée Lagardère, Paris | WTA 125   | 92 742 € | Terre (ext.) | Claire Liu | 6-3, 6-4 | Parcours |

### Titre en double en WTA 125
| No | Date       | Nom et lieu du tournoi  | Catégorie | Dotation | Surface      | Partenaire          | Finalistes                    | Score            |          |
| -- | ---------- | ----------------------- | --------- | -------- | ------------ | ------------------- | ----------------------------- | ---------------- | -------- |
| 1  | 09-05-2022 | Trophée Lagardère Paris | WTA 125   | 92 742 € | Terre (ext.) | Kristina Mladenovic | Oksana Kalashnikova Miyu Kato | 5-7, 6-4, [10-4] | Parcours |

## Parcours en Grand Chelem

### En simple dames
| Année | Open d'Australie | Open d'Australie     | Internationaux de France | Internationaux de France | Wimbledon       | Wimbledon        | US Open         | US Open          |
| ----- | ---------------- | -------------------- | ------------------------ | ------------------------ | --------------- | ---------------- | --------------- | ---------------- |
| 2015  | —                | —                    | Q3                       | Olivia Rogowska          | Q1              | Romina Oprandi   | —               | —                |
| 2016  | —                | —                    | Q2                       | Jennifer Brady           | —               | —                | Q1              | Shuko Aoyama     |
| 2017  | —                | —                    | 1er tour (1/64)          | Elena Vesnina            | 2e tour (1/32)  | Simona Halep     | 1er tour (1/64) | Donna Vekić      |
| 2018  | 2e tour (1/32)   | Karolína Plíšková    | —                        | —                        | —               | —                | Q2              | Françoise Abanda |
| 2019  | 2e tour (1/32)   | Angelique Kerber     | Q1                       | Katarina Zavatska        | 2e tour (1/32)  | Harriet Dart     | —               | —                |
|       |                  |                      |                          |                          |                 |                  |                 |                  |
| 2021  | —                | —                    | —                        | —                        | Q3              | Katie Volynets   | Q2              | Viktoriya Tomova |
| 2022  | 2e tour (1/32)   | Simona Halep         | 2e tour (1/32)           | Kaia Kanepi              | 1er tour (1/64) | Kaja Juvan       | 2e tour (1/32)  | Bianca Andreescu |
| 2023  | 1er tour (1/64)  | Nuria Párrizas Díaz  | 1/2 finale               | Iga Świątek              | 1/8 de finale   | Elena Rybakina   | 2e tour (1/32)  | Taylor Townsend  |
| 2024  | 3e tour (1/16)   | Maria Timofeeva      | 1er tour (1/64)          | Elisabetta Cocciaretto   | 3e tour (1/16)  | Danielle Collins | 1/4 de finale   | Karolína Muchová |
| 2025  | 3e tour (1/16)   | Veronika Kudermetova | 1er tour (1/64)          | Hailey Baptiste          | 2e tour (1/32)  | Dalma Gálfi      |                 |                  |

N.B. : à droite du résultat se trouve le nom de l'ultime adversaire.

### En double dames
| Année | Open d'Australie                                                                        | Open d'Australie                                                                 | Internationaux de France                                                         | Internationaux de France                                                                        | Wimbledon                                                                            | Wimbledon                                                                                  | US Open | US Open |
| ----- | --------------------------------------------------------------------------------------- | -------------------------------------------------------------------------------- | -------------------------------------------------------------------------------- | ----------------------------------------------------------------------------------------------- | ------------------------------------------------------------------------------------ | ------------------------------------------------------------------------------------------ | ------- | ------- |
| 2017  | —                                                                                       | —                                                                                | —                                                                                | —                                                                                               | 1/8 de finale A. Konjuh \|\| style="text-align:left;" \| Chan H.-ch. M. Niculescu    | 1er tour (1/32) A. Konjuh \|\| style="text-align:left;" \| K. Mladenovic A. Pavlyuchenkova |         |         |
| 2018  | 1/8 de finale S. Cîrstea \|\| style="text-align:left;" \| L. Šafářová B. Strýcová       | —                                                                                | —                                                                                | —                                                                                               | —                                                                                    | —                                                                                          | —       |         |
|       |                                                                                         |                                                                                  |                                                                                  |                                                                                                 |                                                                                      |                                                                                            |         |         |
| 2022  | Finale A. Danilina                                                                      | B. Krejčíková K. Siniaková                                                       | 2e tour (1/16) A. Danilina \|\| style="text-align:left;" \| Chan Y.-j. S. Stosur | 1/8 de finale M. Fręch \|\| style="text-align:left;" \| N. Melichar E. Perez                    | 1/8 de finale A. Danilina \|\| style="text-align:left;" \| N. Melichar E. Perez      |                                                                                            |         |         |
| 2023  | 2e tour (1/16) Zhang S. \|\| style="text-align:left;" \| M. Kolodziejová M. Vondroušová | 2e tour (1/16) V. Azarenka \|\| style="text-align:left;" \| C. Gauff J. Pegula   | 2e tour (1/16) V. Azarenka \|\| Forfait                                          | 1/4 de finale V. Azarenka \|\| style="text-align:left;" \| L. Siegemund V. Zvonareva            |                                                                                      |                                                                                            |         |         |
| 2024  | 1/8 de finale T. Townsend \|\| style="text-align:left;" \| C. Bucșa A. Panova           | —                                                                                | —                                                                                | 1er tour (1/32) I. Gamarra Martins \|\| style="text-align:left;" \| I. Khromacheva K. Rakhimova | 1/8 de finale L. Siegemund \|\| style="text-align:left;" \| L. Kichenok J. Ostapenko |                                                                                            |         |         |
| 2025  | 1/8 de finale L. Siegemund \|\| style="text-align:left;" \| G. Dabrowski E. Routliffe   | 1/8 de finale L. Siegemund \|\| style="text-align:left;" \| S. Errani J. Paolini | 1/8 de finale L. Siegemund \|\| Forfait                                          |                                                                                                 |                                                                                      |                                                                                            |         |         |

N.B. : le nom de la partenaire se trouve sous le résultat ; les noms des ultimes adversaires se trouvent à droite.

### En double mixte
| 2022 | — | — | 1/4 de finale B. Soares \|\| style="text-align:left;" \| N. Melichar K. Krawietz | 1/8 de finale B. Soares \|\| style="text-align:left;" \| G. Dabrowski J. Peers | — | — |

N.B. : le nom du partenaire se trouve sous le résultat ; les noms des ultimes adversaires se trouvent à droite.

## Parcours en «Premier» et WTA 1000
Les tournois WTA « Premier Mandatory » et « Premier 5 » (entre 2009 et 2020) et WTA 1000 (à partir de 2021) constituent les catégories d'épreuves les plus prestigieuses, après les quatre levées du Grand Chelem. 

De 2009 à 2023, les tournois Premier Mandatory (dits tournois WTA 1000 obligatoires entre 2021 et 2023) regroupent Indian Wells, Miami, Madrid et Pékin, les autres constituant les tournois Premier 5 (tournois WTA 1000 non-obligatoires). À partir de 2024, le nombre de tournois WTA 1000 passe à 10 par saison (fin de l’alternance Doha / Dubaï), ces derniers devenant tous obligatoires et offrant tous 1000 points à la vainqueure (contre 900 points précédemment pour les tournois Premier 5).

### En simple dames
| Année |       |                              |                             |                                  |                               |                             |                            |                             |                                   |                            |  |                              |
| Doha  | Dubaï | Indian Wells                 | Miami                       | Madrid                           | Rome                          | Canada                      | Cincinnati                 | Pékin                       |                                   | Wuhan                      |  |                              |
| Doha  | Dubaï | Indian Wells                 | Miami                       | Madrid                           | Rome                          | Canada                      | Cincinnati                 | Pékin                       | Guadalajara                       |                            |  |                              |
| Doha  | Dubaï | Indian Wells                 | Miami                       | Madrid                           | Rome                          | Canada                      | Cincinnati                 | Pékin                       |                                   |                            |  |                              |
| 2016  |       |                              | WTA 500                     |                                  | 1er tour (1/64) T. Pereira    |                             |                            |                             |                                   |                            |  |                              |
| 2017  |       | WTA 500                      |                             |                                  | 2e tour (1/32) V. Williams    |                             |                            |                             | 2e tour (1/16) G. Muguruza        |                            |  |                              |
| 2018  |       |                              | WTA 500                     | 1er tour (1/64) M. Puig          | 3e tour (1/16) J. Ostapenko   |                             |                            |                             |                                   |                            |  |                              |
|       |       |                              |                             |                                  |                               |                             |                            |                             |                                   |                            |  |                              |
| 2021  |       | WTA 500                      |                             | 4e tour (1/8) A. Kontaveit       |                               |                             |                            |                             |                                   | Annulé                     |  | Annulé                       |
| 2022  |       | 1er tour (1/32) A. Anisimova | WTA 500                     | 2e tour (1/32) C. Tauson         | 3e tour (1/16) A. Kalinina    | 1er tour (1/32) T. Zidanšek |                            | Finale S. Halep             | 1er tour (1/32) J. Ostapenko      | Hors calendrier            |  | 1er tour (1/32) K. Siniaková |
| 2023  |       | WTA 500                      | 1er tour (1/32) S. Cîrstea  | 3e tour (1/16) E. Raducanu       | 3e tour (1/16) J. Ostapenko   | 2e tour (1/32) M. Andreeva  | 1/4 de finale A. Kalinina  | 2e tour (1/16) L. Fernandez | 1er tour (1/32) K. Muchová        | 1er tour (1/32) J. Paolini |  |                              |
| 2024  |       | 1er tour (1/32) Wang Xn.     | 1er tour (1/32) J. Paolini  | 3e tour (1/16) A. Pavlyuchenkova | 3e tour (1/16) K. Boulter     | 1/4 de finale I. Świątek    | 3e tour (1/16) M. Keys     | 2e tour (1/16) K. Boulter   | 1er tour (1/32) A. Pavlyuchenkova | 3e tour (1/16) M. Keys     |  | 3e tour (1/8) M. Fręch       |
| 2025  |       | 1er tour (1/32) M. Fręch     | 1er tour (1/32) A. Potapova | 2e tour (1/32) S. Kartal         | 2e tour (1/32) L. Fruhvirtová | 3e tour (1/16) B. Bencic    | 2e tour (1/32) M. Bouzková | 2e tour (1/32) S. Lamens    | 2e tour (1/32) M. Joint           |                            |  |                              |

Sous le résultat, l’ultime adversaire.
1. 1 2   Les tournois de Doha et Dubaï alternent le statut de tournoi WTA 1000 (ex Premier 5) entre 2009 et 2023 : les trois premières éditions ont lieu à Dubaï, les trois suivantes à Doha, puis Dubaï accueille le tournoi de cette catégorie les années impaires et Dubaï les années paires. De 2011 à 2023, la ville qui n’accueille pas de WTA 1000 organise à la place un tournoi WTA 500 (ex Premier).
2. 1 2 3 4 5 6 7   L’ordre de déroulement des tournois a évolué depuis 2009 : Rome se dispute avant Madrid et Cincinnati avant Montréal/Toronto jusqu’en 2010, tandis que Tokyo (2009-2013)-Wuhan (2014-2019, 2024-)-Guadalajara (2022-2023) ont lieu avant Pékin jusqu’en 2023.
3. 1 2  Du fait de la pandémie de Covid-19, les tournois d’Indian Wells, de Miami, de Madrid, du Canada, de Wuhan et de Pékin sont annulés en 2020. Ces deux derniers le sont également en 2021. Pour des raisons d’organisation, le tournoi de Cincinnati 2020 a exceptionnellement lieu à Flushing Meadows à New York.
4. ↑  Le 1er décembre 2021, le président de la WTA, Steve Simon, annonce que tous les tournois prévus en Chine et à Hong Kong sont suspendus à partir de 2022, en raison de préoccupations concernant la sécurité et le bien-être de la joueuse de tennis chinoise Peng Shuai après ses allégations de relations sexuelles non-consenties avec Zhang Gaoli, membre de haut rang du Parti communiste chinois. Le tournoi de Pékin revient en 2023. Le tournoi de Guadalajara remplace celui de Wuhan pendant deux ans, ce dernier réapparaissant en 2024.

## Parcours aux Jeux olympiques

### En simple dames
| # | Date       | Nom de l'olympiade         | Surface             | Résultat       | Ultime adversaire | Score    |          |
| - | ---------- | -------------------------- | ------------------- | -------------- | ----------------- | -------- | -------- |
| 1 | 27/07/2024 | Olympic Tennis Event Paris | Terre battue (ext.) | 2e tour (1/16) | A.K. Schmiedlová  | 6-4, 6-4 | Parcours |

### En double dames
| # | Date       | Nom de l'olympiade         | Surface             | Résultat      | Partenaire    | Ultimes adversaires          | Score    |          |
| - | ---------- | -------------------------- | ------------------- | ------------- | ------------- | ---------------------------- | -------- | -------- |
| 1 | 27/07/2024 | Olympic Tennis Event Paris | Terre battue (ext.) | 2e tour (1/8) | Luisa Stefani | Katie Boulter Heather Watson | 6-3, 6-4 | Parcours |

## Classements WTA en fin de saison
| Année          | 2011 | 2012 | 2013 | 2014 | 2015 | 2016 | 2017 | 2017 |  | 2019 | 2020 | 2021 | 2022 | 2023 | 2024 |
| Rang en simple | 746  | 582  | 288  | 335  | 198  | 170  | 65   | 184  |  | 120  | 358  | 82   | 15   | 11   | 17   |
| Rang en double | 714  | 819  | 361  | 349  | 121  | 477  | 106  | 244  |  | 271  | 588  | 481  | 13   | 24   | 56   |

Source : (en) Classements de Beatriz Haddad Maia sur le site officiel de la Fédération internationale de tennis

## Records et statistiques

### Confrontations avec ses principales adversaires
Confrontations lors des différents tournois WTA avec ses principales adversaires (5 confrontations minimum et avoir été membre du top 10). Classement par pourcentage de victoires. Situation au 12 juin 2025 :
| Joueuse              | Meilleur classement | Confrontations | Victoires | Défaites | Pourcentage de victoires | Dernière confrontation                       |
| -------------------- | ------------------- | -------------- | --------- | -------- | ------------------------ | -------------------------------------------- |
| Sara Errani          | 5                   | 5              | 2         | 3        | 40                       | victoire (6-3, 6-2) à Madrid 2024            |
| Madison Keys         | 5                   | 5              | 2         | 3        | 40                       | défaite (2-6, 1-6) à Adélaïde 2025           |
| Veronika Kudermetova | 9                   | 5              | 2         | 3        | 40                       | défaite (4-6, 2-6) à l'Open d'Australie 2025 |
| Emma Navarro         | 8                   | 6              | 3         | 3        | 50                       | défaite (6-1, 64-7, 3-6) au Queen's 2025     |

### Victoire sur le top 10
| Légende            |
| ------------------ |
| Grand Chelem       |
| WTA 1000           |
| WTA 500            |
| Intern'l / WTA 250 |
| Fed Cup            |

| #  | Rang   |  | Tournoi       | Année | Surface      |  | Adversaire        | Rang  | Tour | Score          | Tableau |
| -- | ------ |  | ------------- | ----- | ------------ |  | ----------------- | ----- | ---- | -------------- | ------- |
| 1  | no 172 |  | Acapulco      | 2019  | Dur          |  | Sloane Stephens   | no 4  | 1/8  | 6-3, 6-3       | Tableau |
| 2  | no 115 |  | Indian Wells  | 2021  | Dur          |  | Karolína Plíšková | no 3  | 1/16 | 6-3, 7-5       | Tableau |
| 3  | no 62  |  | Miami         | 2022  | Dur          |  | María Sákkari     | no 3  | 1/32 | 4-6, 6-1, 6-2  | Tableau |
| 4  | no 48  |  | Nottingham    | 2022  | Gazon        |  | María Sákkari     | no 5  | 1/4  | 6-4, 4-6, 6-3  | Tableau |
| 5  | no 24  |  | Canada        | 2022  | Dur          |  | Iga Świątek       | no 1  | 1/8  | 6-4, 3-6, 7-5  | Tableau |
| 6  | no 14  |  | Abou Dabi     | 2023  | Dur          |  | Elena Rybakina    | no 10 | 1/4  | 3-6, 6-3, 6-2  | Tableau |
| 7  | no 12  |  | Doha          | 2023  | Dur          |  | Daria Kasatkina   | no 8  | 1/8  | 6-3, 7-67      | Tableau |
| 8  | no 14  |  | Stuttgart     | 2023  | Terre battue |  | Elena Rybakina    | no 7  | 1/8  | 6-1, 3-1 ab.   | Tableau |
| 9  | no 14  |  | Roland-Garros | 2023  | Terre battue |  | Ons Jabeur        | no 7  | 1/4  | 3-6, 7-65, 6-1 | Tableau |
| 10 | no 13  |  | Abou Dabi     | 2024  | Dur          |  | Ons Jabeur        | no 6  | 1/4  | 6-3, 6-4       | Tableau |
| 11 | no 14  |  | Madrid        | 2024  | Terre battue |  | María Sákkari     | no 6  | 1/8  | 6-4, 6-4       | Tableau |